# (3394) Banno
(3394) Banno – planetoida z grupy pasa głównego asteroid okrążająca Słońce w ciągu 3 lat i 194 dni w średniej odległości 2,32 j.a. Została odkryta 16 lutego 1986 roku w obserwatorium w Karasuyama przez Shigeru Inodę i Takeshiego Uratę. Nazwa planetoidy pochodzi od Yoshiakiego Banno (1952–1991), japońskiego astronoma amatora. Przed nadaniem nazwy planetoida nosiła oznaczenie tymczasowe (3394) 1986 DB.